# Alicja Musiałowa-Afanasjew
Alicja Musiałowa-Afanasjew, född 1911, död 1998, var en polsk politiker. Hon var medlem i Polens Högsta Presidium, statens kollektiva statsöverhuvud, 1952–1965. 